# 北郭丹镇
北郭丹镇，是中华人民共和国河北省保定市蠡县下辖的一个乡镇级行政单位。

## 行政区划
北郭丹镇下辖以下地区：
北郭丹村、祁口村、南郭丹村、东郭丹村、西郭丹村、武家营村、枣林村、辇庄村、东志愿村、西志愿村和北辛庄村。